# 小泉かな
小泉 かな（こいずみ かな、1994年6月15日 - ）は日本のタレント、グラビアアイドル。東京都出身。

## 概要
「第2回サンスポGoGoクイーン オーディション」入賞。
雑誌『週刊ポスト』にて日本を代表するエロいグラビアアイドルとして「これが現役巨乳グラドル界のTOP20人」にランクイン。
DVD『かなり、ヤバい!』がAmazonにてグラビアアイドルDVDランキング1位。
「みうらじゅん×リリーフランキーのグラビアン魂」週刊SPA!! グラビアン魂AWARD2020トロフィー受賞。（扶桑社）
2021年1月に所属事務所を退所し、その後個人事務所を設立。
2021年8月のデジタル写真集を最後にリリースが途絶え、かつ2023年3月時点で各種SNSはすべて削除され、現在の消息は明らかになっていない。

## 出演

### 新聞
- サンケイスポーツ（産経新聞社）

#### 雑誌
- 週刊ポスト（小学館）
- 週刊プレイボーイ（小学館）
- 週刊実話（日本ジャーナル出版）
- 週刊文春（新潮社）
- 週刊大衆（講談社）
- 週刊現代（講談社）
- FRIDAY（講談社）
- SPA!（扶桑社）
- EX系雑誌（ぶんか社）

#### メディア出演
- U-NEXT
- Ameba TV
- ソフマップ
- ひかりTV

### DVD
- 小泉かな 恋かな（イーネット・フロンティア）2018年7月20日
- 小泉かな かなりヤバい！（エスデジタル）[2]2018年12月21日
- 小泉かな 混浴気分vol.31（オルスタックソフト）2020年3月30日
- 小泉かな Glamorous Beauty（オルスタックソフト）2020年11月27日

## 作品

### デジタル写真集
- 【競泳水着】突き出るIカップ（グラビア学園）2019年3月1日
- 【ファミレス】ご奉仕Iカップ（グラビア学園）2019年3月1日
- 最強の【ニット女子アナ】【黒パンスト】（グラビア学園）2019年3月1日
- 自撮り写真集（グラビア学園）2019年3月22日
- 100cmIカップコンプリート!!（グラビア学園）2019年8月16日
- グラドル ハダカ革命!!（FRIDAYデジタル写真集）2021年8月6日